# Южноамериканский листовой минёр
Южноамериканский листовой минёр (лат. Liriomyza huidobrensis) — вид двукрылых из семейства минирующих мух.

## Описание
Длина крыла 1,9-2,7 мм. Акростихальные щетинки на среднеспинке обычно расположены в 2–3 ряда (реже в 4). Бочки груди большей частью чёрные, жёлтые только анэпистерны. Все брюшные тергиты брюшка чёрные, бёдра светлые только на вершинах.

## Биология
Развивается на более 365 видах растений из 49 семейств, наиболее предпочитаемыми считаются представители семейств пасленовых и бобовых. Является вредителем ряда овощных фасоли, гороха, картофеля, томатов) и декоративных растений в открытом грунте в субтропических и тропических регионах, а также в защищенном грунте в умеренном климате. Во многих странах является серьезным карантинным вредителем.
Минирование листьев растений приводит к снижению фотосинтетической активности, что может привести к задержке развития молодых растений, потере урожая и повреждению листьев декоративных растений. Была замечена связь между повреждением картофеля Liriomyza huidobrensis и распространением патогенного гриба Alternaria solani. В начале 1990-х годов серьёзные вспышки этого вредителя были отмечены в Израиле. После 1998 года численность пошла на спад и считается случайным вредителем.
Самки питаются, прокалывая листья растений, яйца откладывают непосредственно на нижнюю поверхность листа. Плодовитость составляет 120-160 яиц. Мины обычно располагаются близко к средней жилке и боковым жилкам. Окукливание происходит внутри мины. Диапауза не обязательная.

## Распространение
Родиной вида являются высокогорные районы Южной Америки. В дальнейшем вид стал широко распространен по всему миру. В Европе впервые обнаружен в 1987 году в Нидерландах. В России был отмечен лишь однажды в 2000 году, в 2020 году появился в Австралии в окрестностях Сиднея. 